# Incident de l'ours brun de Sankebetsu
 (juillet 2021).
Si vous disposez d'ouvrages ou d'articles de référence ou si vous connaissez des sites web de qualité traitant du thème abordé ici, merci de compléter l'article en donnant les références utiles à sa vérifiabilité et en les liant à la section « Notes et références ».

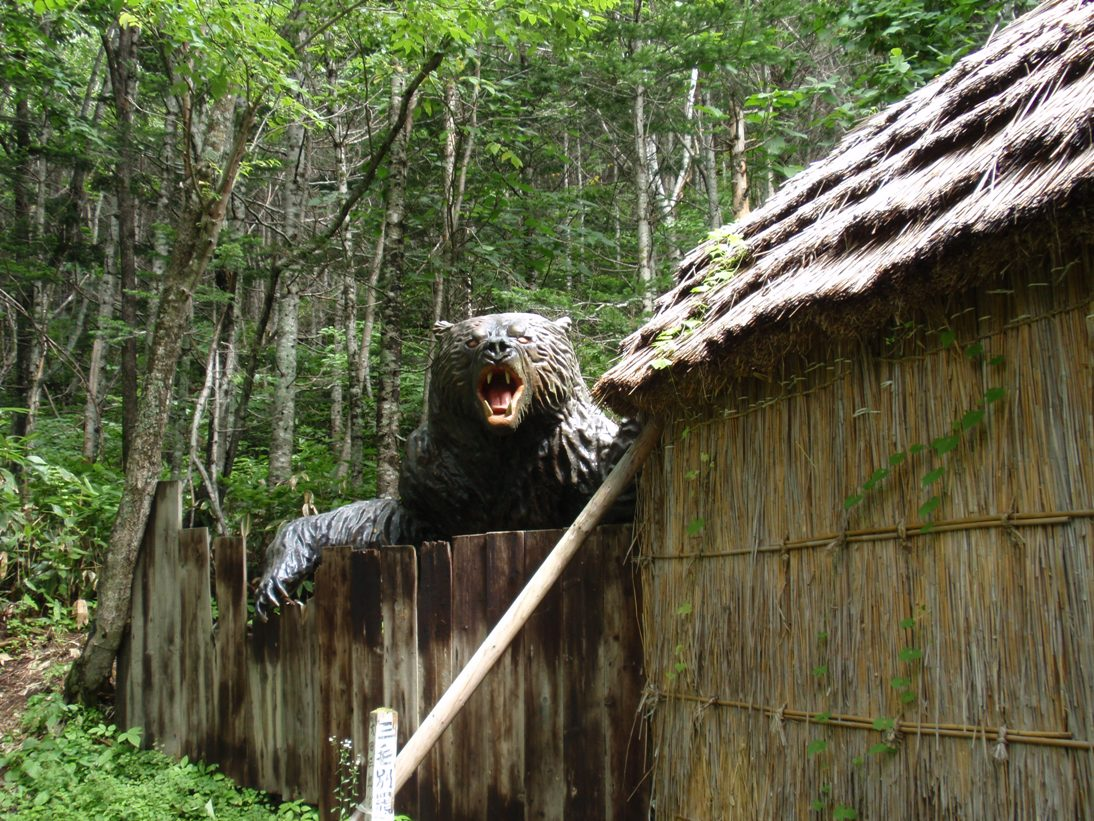
Une reproduction de.

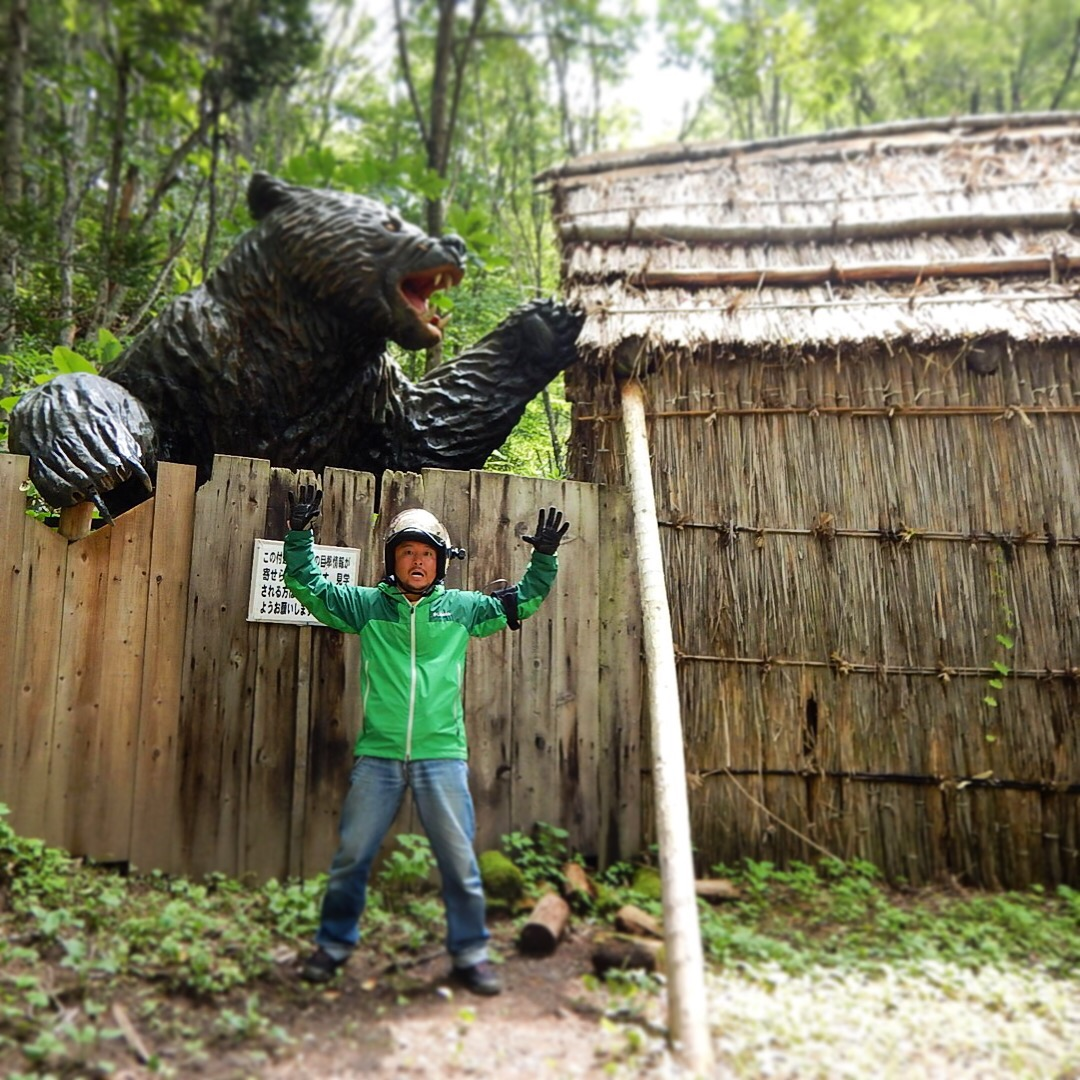
Comparaison avec la taille d'un être humain.

L'incident de l'ours brun de Sankebetsu (三毛別羆事件, Sankebetsu higuma jiken), survenu en 1915, est la pire attaque d'ours de l'histoire japonaise. Sept colons ont ainsi été tués dans les villages de Rokusensawa, Sankebetsu, Tomamae et Rumoi sur l'île de Hokkaidō au nord du Japon.
Aussi appelée incident de l'ours de Rokusensawa (六線沢熊害事件, Rokusensawa yūgai jiken) ou encore incident de l'ours brun de Tomamae (苫前羆事件, Tomamae higuma jiken), l'affaire eut lieu après qu'un grand ours brun se soit réveillé d'hivernation. Du 9 au 14 décembre 1915, l'animal, à la recherche de nourriture, pénètre à diverses reprises dans des habitations, dont il tue ou blesse grièvement les occupants. Après l'affaire, il est découvert que l'ours en question faisait 2,7 m pour 340 kg.

## Prélude
À la mi-novembre 1915, à l'aube, un ours brun de l'Oussouri pénètre dans la maison de la famille Ikeda dans le village de Sankebetsu Rokusen-sawa, à environ 30 km à l'intérieur des terres sur la côte ouest de Hokkaidō. La vision de l'animal fait paniquer le cheval de la famille et l'ours s'enfuit après avoir seulement mangé un peu de maïs. À cette époque, Sankebetsu est un nouveau village de colons qui empiète alors sur le territoire des animaux sauvages.
Le 20 novembre 1915, l'ours réapparaît. S'inquiétant pour son cheval, le chef de la famille appelle son deuxième fils, Kametarō, et deux matagis (chasseurs-trappeurs) du village et d'un village voisin.
Lorsque l'ours réapparaît le 30 novembre, il lui tire dessus mais sans réussir à le tuer. Le lendemain matin, ils suivent ses empreintes qui mènent vers le mont Onishika (鬼鹿山, Onishika-yama). Le long du sentier, le groupe de chasse découvre des taches de sang mais une tempête de neige l'oblige à reculer. Ils pensent alors que l'ours, ayant été blessé, craint maintenant les humains et ne réapparaîtra plus au village.

## Journée du 9 décembre: la famille Ōta

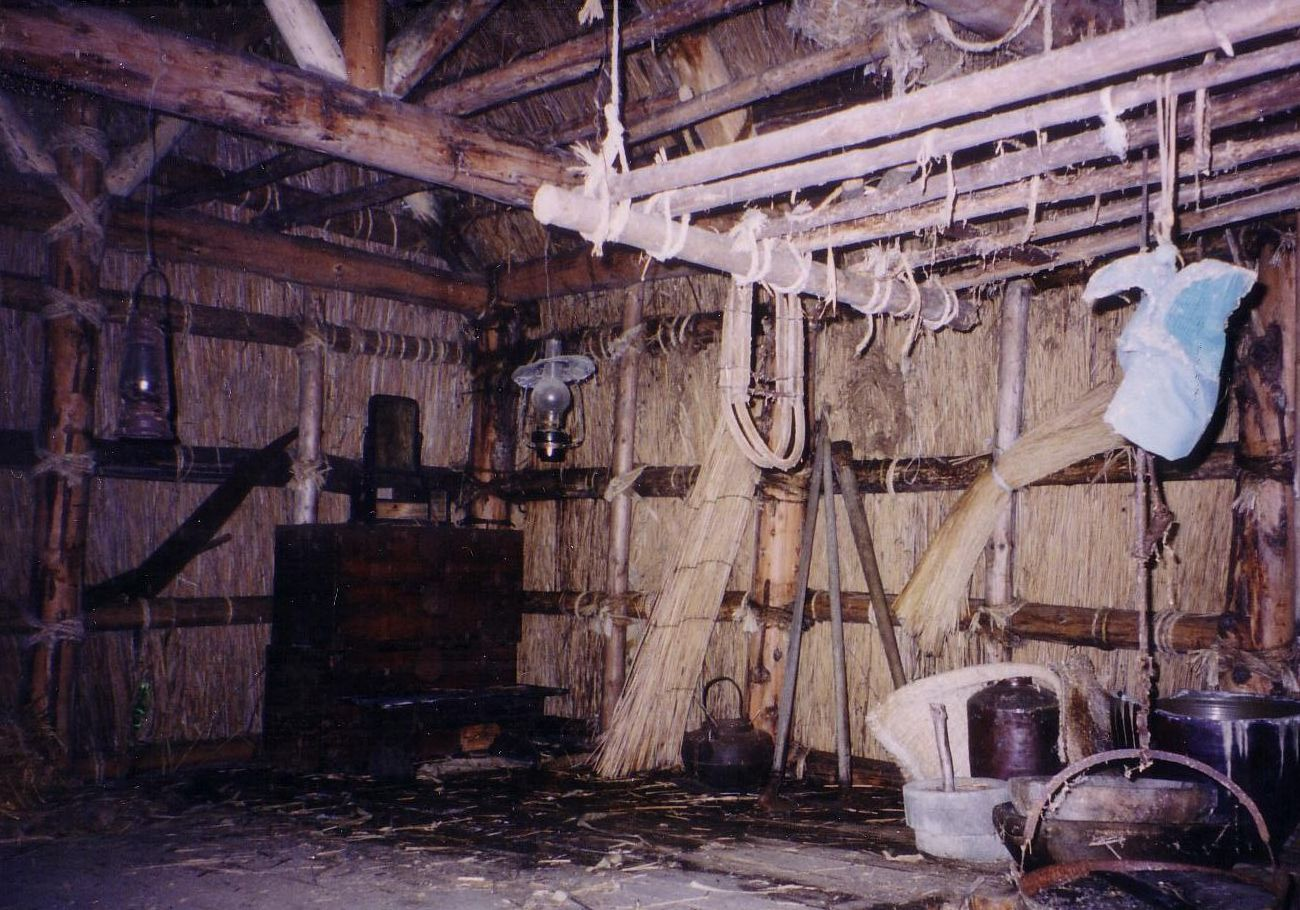
Reconstitution de l'intérieur de la maison de la famille Ōta.

Le 9 décembre 1915, à 10 h 30, l'ours brun géant pénètre dans la maison de la famille Ōta. Abe Mayu, la femme du fermier, et Hasumi Mikio, un bébé dont Mayu a la charge, sont alors à l'intérieur. Mikio est mordue à la tête et tuée. Mayu se débat, apparemment en jetant du bois de chauffage, et tente de sortir de la bâtisse. Elle est renversée, battue et traînée dans la forêt. Selon les descriptions contemporaines, la scène ressemblait à un abattoir, avec des traces de sang étalées sur le sol de l'habitation.

## Journée du 10 décembre

### Recherche
Tôt le matin, deux villageois du nom de Saitō Ishigorō et Miyōke Yasutarō quittent le village pour leurs tâches quotidiennes respectives. Pendant ce temps, un groupe de recherche composé de trente hommes est réuni pour capturer l'ours brun et récupérer le corps de Mayu. Ce groupe pénètre dans la forêt et ne fait pas plus de 150 mètres avant de rencontrer l'animal. Cinq hommes lui tirent dessus mais un seul réussi à l'atteindre. L'animal enragé se retire tout de même, et les hommes échappent à un affrontement frontal. Après que l'ours a fui, les chasseurs parcourent la région et découvrent du sang séché sur la neige à la base d'un sapin de Sakhaline. Sous la neige se trouve le cadavre de Mayu dont il ne reste que la tête et certaines parties des jambes. Il est ainsi prouvé que c'est bien cet ours brun qui a attaqué la famille Ōta.

### Retour à la ferme des Ōta
L'ours avait caché le corps de Mayu dans la neige dans le but de le conserver, ainsi que de le dissimuler aux charognards. Les villageois pensent que maintenant que l'ours a pris goût à la chair humaine, il reviendra à coup sûr à la colonie. Ils se rassemblent à la maison de la famille avec des fusils. Vers 20 h, l'ours réapparaît. Bien que les villageois aient anticipé son retour, ils sont néanmoins pris de panique. Un des hommes réussi tout de même à tirer sur le prédateur. Au moment où une unité de cinquante soldats postée à trois cents mètres de la maison voisine des Miyōke arrive, l'ours est déjà reparti dans les bois. Le groupe se met alors en piste de ce qui est censé être le chemin de l'animal.

### La famille Miyōke
Lorsque la nouvelle de l'attaque de la famille atteint pour la première fois la famille Miyōke, des femmes et des enfants s'étaient déjà réfugiés dans la maison familiale, se rassemblant dans la peur autour du feu du foyer tandis que des soldats patrouillent à l'extérieur.
Les soldats dînent lorsque la nouvelle du retour de l'ours à la grande ferme leur parvient et ils se mettent en marche. L'ours, après avoir échappé à la mort dans la maison des Ōta, avait fui vers la ferme des Miyōke.

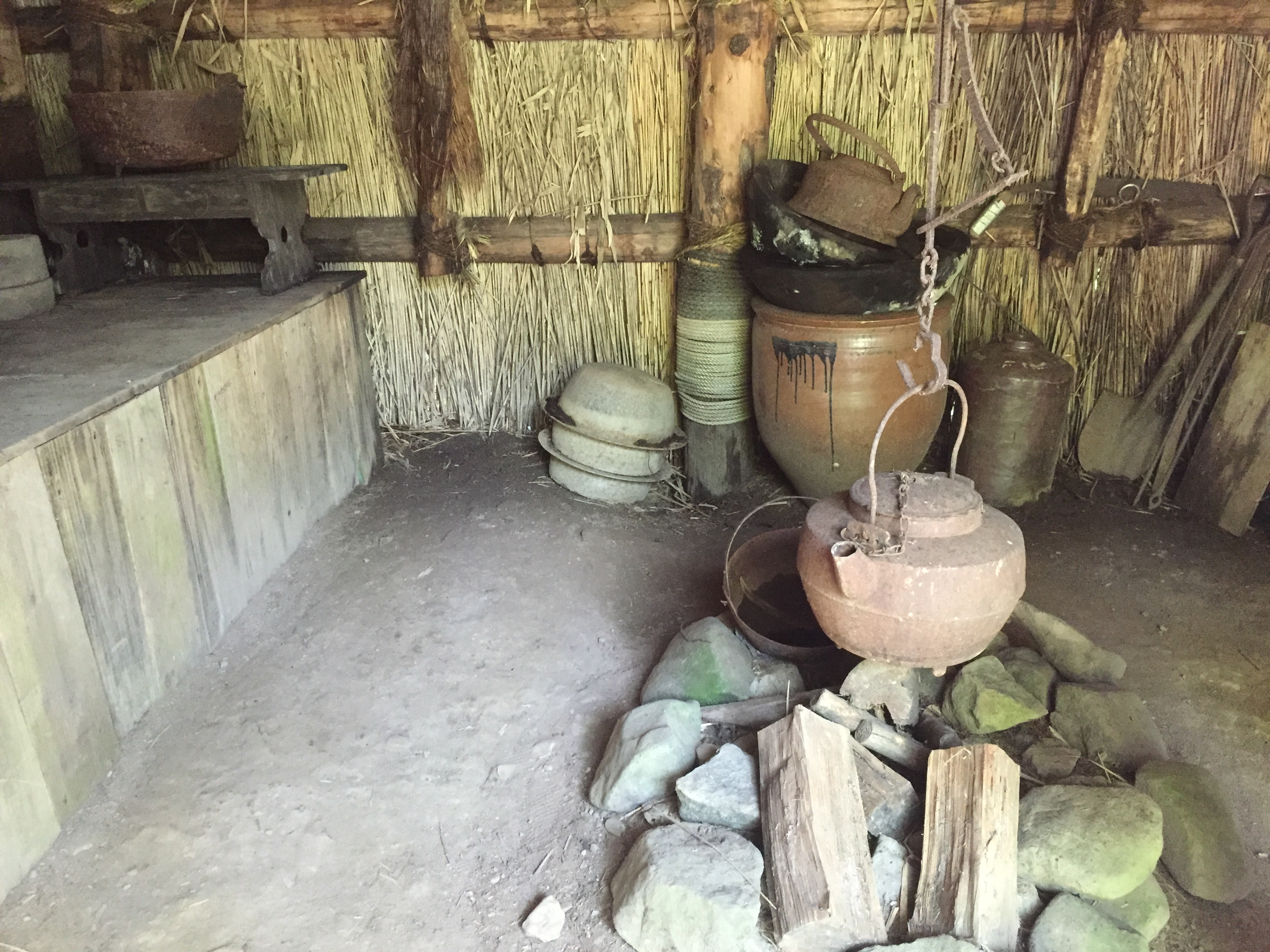
Reconstitution de l'intérieur d'une maison de la colonie.

Yayo, la femme de Miyōke Yasutarō, prépare le repas tardif tout en portant son quatrième fils, Umekichi, sur le dos. Elle entend un bruit de grondement à l'extérieur mais avant qu'elle ne puisse aller vérifier, l'ours pénètre dans la maison en fracassant une fenêtre. La marmite sur le feu est renversée, éteignant les flammes, et dans la panique qui s'ensuit, la lampe à huile est éteinte, plongeant la maison dans l'obscurité. Yayo tente de sortir de l'habitation, mais son second fils, Yūjirō, s'accroche à ses jambes, la faisant trébucher tandis qu'elle court. L'ours l'attaque et frappe Umekichi.
Le soldat Odo est le seul garde à être posté auprès de la maison des Miyōke. Alors qu'il accourt vers la porte, l'ours abandonne la mère et l'enfant pour l'attaquer. Yayo réussit ainsi à s'échapper avec ses enfants. Odo tente de se cacher derrière les meubles, mais est griffé dans le dos. L'ours malmène ensuite Kinzō, le troisième fils de la famille Miyōke, et Haruyoshi, le quatrième fils de la famille Saitō, les tuant, et frappe Iwao, troisième fils de la famille Saitō. La suivante à être attaquée est Take, la femme enceinte de Saitō Ishigorō. Elle est tuée et dévorée. D'après un témoignage postérieur, les villageois auraient entendu Take implorer l'ours de ne pas toucher à son ventre, mais de manger à la place sa tête. Plus tard, le fœtus est retrouvé vivant dans son cadavre, mais meurt peu de temps après.
Les soldats qui avaient suivi la piste de l'ours constatent qu'ils font alors fausse route. De retour vers la colonie, il croisent Yayo, gravement blessée, qui les informe de l'attaque de la maison de la famille Miyōke. Le groupe accourt sur place pour sauver les survivants. À son arrivée, la maison est dans l'obscurité, mais les bruits d'une attaque sont perçus. Croyant que l'ours a tué tout le monde à l'intérieur, certains soldats proposent de mettre le feu à la maison. Yayo, dans l'espoir que certains des enfants soient toujours en vie, s'y oppose.
Les soldats se divisent en deux groupes : l'un, composé de dix hommes, reste posté devant la porte tandis que l'autre contourne la maison pour se poster à l'arrière. Lorsqu'il reçoit le signal, le groupe à l'arrière commence à faire du raffut, crie et secoue ses armes. Comme espéré, l'ours sort par la porte d'entrée. Les hommes sur place se sont retranchés et alignés pour être prêts à faire feu mais leur ligne de mire est alors gênée par un soldat posté à l'avant dont le fusil a des ratés. Au milieu de la confusion générale et du risque de feu croisé, l'ours s'échappe dans la nuit. Armés de torches faites d'écorce de bouleau, les hommes entrent dans la maison pour constater les résultats de l'attaque.
Rikizō et Hisano, les fils et fille aînés des mêmes parents, sont blessés mais vivants. Les villageois se rassemblent ensuite dans l'école, et les blessés graves sont logés dans la maison de la famille Tsuji près de la rivière. En deux jours, six personnes ont perdu la vie, dont une femme enceinte. Après l'incident, seuls des vétérans de la guerre russo-japonaise restent à leurs postes.

### Yamamoto Heikichi etKesagake
Pendant ce temps, Saitō Ishigorō, inconscient du sort de sa famille, dépose un rapport auprès des autorités et de la police du district avant de retourner à Tomakomai et de loger dans un hôtel local.
Miyōke Yasutarō entend dire qu'un homme nommé Yamamoto Heikichi est un chasseur d'ours expérimenté et qu'il aurait effectué une visite de sa maison. Yamamoto est certain que l'ours est Kesagake » (袈裟懸け), ou la « balafre diagonale partant de l'épaule », qui est déjà suspecté d'avoir tué trois femmes, mais à ce moment-là, le chasseur avait vendu son arme pour acheter de l'alcool et refuse la demande d'aide de Miyōke. Incapable de rentrer chez lui, Yasutarō reste à Onishika (actuelle ville d'Obira).

## Journée du 11 décembre
Le 11 décembre, Miyōke Yasutarō et Saitō Ishigorō retournent à Sankebetsu. Après avoir remarqué que les villageois se sont rassemblés dans l'école locale, les deux hommes entendent parler de l'attaque. Un nouveau groupe d'hommes est alors formé pour tuer l'ours, comprenant Miyōke et Saitō. Ils décident d'attendre l'animal dans la maison de Miyōke, pensant que l'ours y reviendra. La nuit se passe sans attaque.

## Journée du 12 décembre
La nouvelle de l'apparition de l'ours à Sankebetsu atteint le bureau du gouvernement de Hokkaidō et, sous la direction du poste de police de Hoboro (actuelle ville de Haboro), une équipe de tireurs est formée. Des armes à feu et des volontaires sont réunis dans les villes voisines, et après avoir obtenu la permission de la Teishitsu Rinya kyoku (l'« agence impériale des forêts (ja) »), l'équipe de tireurs part pour Sankebetsu le soir même. L'inspecteur en chef Suga, le commissaire du poste local, monte dans les hauteurs dans le but d'apercevoir la maison de la famille Miyōke, d'évaluer l'état de l'équipe de tireurs et de rencontrer toutes les personnes revenant du col de la montagne.
L'ours brun n'apparaît pas le 12 décembre. L'équipe prend la décision de le tuer, même s'il faut pour cela mobiliser toutes les ressources possibles. Il est envisagé que l'animal cherchera probablement à retrouver les corps de ceux qu'il avait tués mais ceux-ci avaient été retirés de la maison familiale des Miyōke. Par conséquent, un nouveau plan est proposé : tenter d'attirer l'ours avec le cadavre d'une victime. Le plan est largement condamné, en particulier par les familles Ōta, Saitō et Miyōke, mais il est conclu qu'il s'agit du meilleur plan pour l'avenir du village.
Durant la journée, la stratégie est mise en place. L'équipe de tireurs, composée de six membres (dont maintenant Yamamoto Heikichi), patiente à l'intérieur de la maison. L'ours apparaît alors, s'arrête et semble vérifier l'intérieur de l'habitation puis retourne dans la forêt. Il ne réapparaît plus cette nuit-là et le plan se termine ainsi sur un échec.

## Journée du 13 décembre

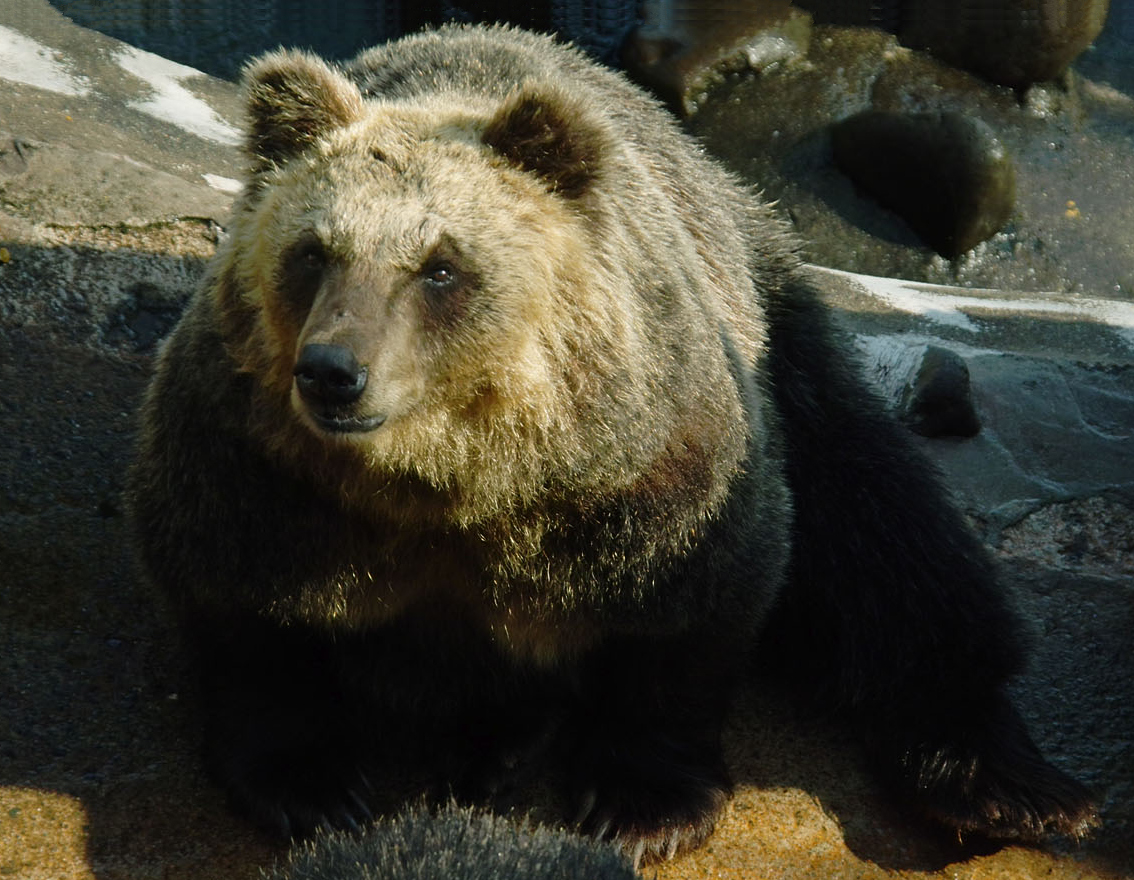
Un ours brun japonais dans un zoo.

À l'aube, une équipe de recherche découvre que la maison de la famille Ōta a été saccagée. L'ours a mangé le stock de nourriture pour l'hiver et a saccagé au moins huit maisons en tout, mais jusqu'à présent, personne n'a été en mesure de le repérer.
Suga motive les hommes en applaudissant depuis l'extérieur du village. Étant donné qu'il y a maintenant 60 hommes armés, il est décidé de partir chasser l'ours dans les montagnes environnantes.
Kesagake semble manquer de prudence et étendre son territoire en aval. Le capitaine de police Suga reconnait le risque croissant de la situation. Il fait bâtir un pont de glace pour ligne de défense, puis dispose des tireurs et des gardes.
Cette nuit-là, un tireur posté pense avoir vu quelque chose dans l'ombre des souches d'arbre sur la rive opposée. En recevant cette information, Suga croit qu'il s'agit de l'ombre d'un homme. Quand il tente de communiquer, il ne reçoit cependant aucune réponse et ordonne alors aux tireurs d'ouvrir le feu. À ce moment, l'ombre, apparemment celle de l'ours, disparaît dans la forêt. N'ayant pas tué l'ours, le capitaine reste tout de même persuadé d'avoir entendu une réponse.

## Journée du 14 décembre
Le lendemain matin, une équipe enquête sur la rive opposée et trouve l'empreinte d'un ours et des traces de sang. Étant donné que Kesagake a de nouveau été blessé, et que les tempêtes de neige soudaines menacent de recouvrir toutes les pistes, il est décidé de partir immédiatement traquer et tuer l'ours. Yamamoto et Ikeda Kamejirō, un guide, sont immédiatement confrontés à l'ours. Yamamoto décide de suivre l'animal avec une équipe de deux, étant ainsi plus rapides qu'avec une équipe plus grande.
Yamamoto est familier du comportement de Kesagake et suit sa piste avec succès. Il repère l'ours au repos près d'un chêne du Japon. Il s'approche à moins de vingt mètres et lui tire dessus. Son premier coup touche l'ours en plein cœur et le second dans la tête, blessant mortellement l'animal. Après mesures, il est constaté que l'ours pèse 340 kg pour 2,7 m. Une autopsie est effectuée durant laquelle des parties de ses victimes sont trouvées dans son estomac. Alors que le crâne et une partie de la fourrure de l'ours sont conservés, ils sont plus tard perdus et plus aucune trace de Kesagake n'existe.

## Conséquences
Yayo, blessée à la tête dans l'attaque, se rétablit complètement, mais Miyōke Umekichi, mordu par l'ours alors qu'il était sur le dos de sa mère, est mort moins de trois ans plus tard des blessures subies.
Odo récupère de ses blessures et retourne au travail, mais au printemps suivant, il tombe dans une rivière et meurt. Après l'attaque, la plupart des villageois de Rokusen-sawa quittent rapidement le site, et le village se transforme très vite en ville fantôme.
Ōkawa Haruyoshi, le fils du maire du village de Sankebetsu qui avait sept ans au moment de l'incident, devient plus tard un tueur d'ours prolifique. Il jura de tuer dix ours pour chaque victime de l'attaque. Au moment où il atteint l'âge de 62 ans, il avait tué 102 ours. Il se retire ensuite et construit le cénotaphe des victimes des ours (熊害慰霊碑, Yūgai Ireihi), un sanctuaire où les gens peuvent prier pour les villageois morts.
Takayoshi, le fils de Haruyoshi, réussit en 1980, après une chasse de huit ans, à abattre un ours brun de 500 kg surnommé « Tarō, la mer du Nord » (北海太郎, Hokkai Tarō).

## Archivage de l'affaire
En 1961, un technicien agricole et forestier, Moritake Kimura (ja), travaillant pour le bureau des forêts du district à Asahikawa, entreprend un examen de l'affaire, afin de laisser un compte-rendu définitif du cas. Quarante-six ans étaient déjà passé, et peu d'écrits officiels avaient été laissés. Kimura retrouve donc les personnes encore vivantes qui habitaient à Sankebetsu à l'époque, et note minutieusement leurs histoires. L'obtention d'une vision complète et précise des événements n'est pas possible car beaucoup de villageois sont déjà décédés et la plupart des survivants ne sont pas très coopératifs en raison de la nature horrible des attaques. Le récit de Kimura est réimprimé en 1980, puis publié en 1994 sous le titre La Vallée du diable (慟哭の谷, Dōkoku no tani) aux éditions Kyōdō bunkasha.
Le romancier Akira Yoshimura recueille de son côté des informations sur ce cas pour les utiliser dans un de ses romans.

## Analyse de l'affaire
Les experts pensent que l'attaque s'est produite en raison de la sortie trop tôt de l'ours de son hivernation en raison de la faim (au Japon, l'expression « l'animal qui ne possède pas de trou » (穴持たず, Anamotazu) fait référence à une hivernation interrompue).
Depuis la fin de l'époque d'Edo (1868), des pionniers déboisent la région, utilisant le bois de chauffage pour transformer le hareng en engrais, et défrichent l'intérieur des terres depuis le début de l'ère Meiji. L'augmentation du déboisement et de la colonisation affectent les territoires des ours. Le manque de proies naturelles consécutif à la déforestation et à la chasse est une raison fréquente pour laquelle les animaux sauvages comme les ours bruns recherchent des aliments à proximité immédiate des habitations. Les humains sont tués parce qu'ils sont près de la nourriture, et non pas parce que l'animal les chasse spécifiquement.

## Mémorial
À Rokusen-sawa où l'attaque s'est produite, il existe aujourd'hui un sanctuaire appelé « Lieu de reconstitution de l'incident de l'ours brun de Sankebetsu » (三毛別羆事件復元現地, Sankebetsu Higuma Jiken Fukugen Genchi). Le sanctuaire, envahi par les arbres, comprend une maison restaurée qui reconstitue la vie à cette époque, un panneau expliquant l'affaire et une statue de l'ours brun. L'endroit est proche du pont Uchidome (射止橋, Uchidome bashi) qui enjambe la rivière Sankebetsu.
Le sanctuaire est situé à environ seize kilomètres au sud sur la route 1049 de Hokkaidō (北海道道1049号, Hokkaidō 1049 gō) depuis l'intersection Kotanbetsu (古丹別, Kotanbetsu Kōsaten) sur la route 239 (en) (国道239号, Kokudō 239 gō).
La route 1049 de Hokkaidō est surnommée la « route de l'ours » et de nombreux panneaux montrent l'ours de façon mignonne. Ceux-ci peuvent être trouvés au bord de la route et aux sorties. Il est suggéré que l'initiative exprime la symbiose de la vie sauvage de l'animal avec l'être humain. Pour les nombreux touristes visitant la région, cela peut cependant être interprété comme une posture ironique ou humoristique.

## Dans la culture populaire

### Romans
- 1965 : Le Vent de l'ours (羆風, Kuma Kaze?) de Yukio Togawa.
- 1977 : La Tempête de l'ours (羆嵐, Kuma Arashi?) de Akira Yoshimura.

### Radio
- 1980 : La Tempête de l'ours (羆嵐, Kuma Arashi?) de Sō Kuramoto, avec Rentarō Mikuni.

### Spectacle
- 1986 : La Tempête de l'ours (羆嵐, Kuma Arashi?) de Sō Kuramoto.

### Manga
- La Légende sauvage (野生伝説, Yasei Densetsu?) vol.3～5 de Yukio Togawa (scénario) et Takao Yaguchi (dessin).

- Golden Kamui

### Cinéma
- 1990 : Pattes jaunes (リメインズ　美しき勇者たち, Rimeinzu Utsukushiki Yūshatachi?, « Reste : beaux héros ») Sonny Chiba (réalisateur), Hiroyuki Sanada, Mika Muramatsu, Bunta Sugawara (acteur principal).